# Bothriochloa eurylemma
Bothriochloa eurylemma är en gräsart som beskrevs av M.Marchi och Longhi-wagner. Bothriochloa eurylemma ingår i släktet Bothriochloa och familjen gräs. Inga underarter finns listade i Catalogue of Life.